# Chusaris nigrisigna
Chusaris nigrisigna là một loài bướm đêm trong họ Noctuidae.